# Pterocles orientalis
La ganga (Pterocles orientalis (Linnaeus, 1758)) è una specie della famiglia degli Pteroclidi originaria di un'ampia fascia di territorio che dalle isole Canarie si estende fino alla Cina nord-occidentale.

## Descrizione

### Dimensioni
Misura 33-39 cm di lunghezza, per un peso di circa 400-550 g nel maschio e circa 300-460 nella femmina. L'apertura alare è di 70-73 cm.

### Aspetto
È la specie più grande e più pesante del genere Pterocles, e le sue ali appaiono più larghe. In volo, il riconoscimento è facilitato dalla combinazione unica di una zona nera sul ventre, più ristretta di quella presente nel sirratte, copritrici del sottoala e ascellari bianche e remiganti grigio scuro. Una volta posata, i tratti distintivi più notevoli sono il ventre nero talvolta nascosto dalle ali pendule e la parte bassa del petto di colore beige-roseo uniforme delimitata da una sottile banda pettorale nera. Il maschio adulto ha la testa e il collo grigi, il mento e i lati della faccia marroni e una macchia nera sulla gola. La femmina ha colori più spenti, con regioni superiori più abbondantemente macchiate, specialmente sul dorso e sul vertice. I giovani sono simili agli adulti, ma hanno una colorazione più chiara.

### Voce
Le ganghe emettono un tchohourrr-rirr-rirrr potente e liquido mentre inseguono le femmine in volo. In altre occasioni, possono anche produrre un chourrr!!ourr!ourr! distintivo che ricorda il richiamo gorgogliante del fagiano di monte eurasiatico.

## Comportamento
Al di fuori della stagione riproduttiva, le ganghe formano bande numerose che sorvolano la campagna con un volo molto veloce. Negli ultimi giorni dell'inverno, le bande si sciolgono e le coppie vanno ad occupare i loro territori tradizionali, generalmente identici a quelli degli anni precedenti. Prima di nidificare, i maschi inseguono le femmine roteando in aria finché queste non si posano. Quando sono a terra, il maschio inizia la parata nuziale, girando attorno alla compagna, rizzando il piumaggio e piegando le zampe così tanto da poter vedere a malapena le piume bianche che coprono i tarsi.

### Alimentazione
Le ganghe hanno una dieta quasi esclusivamente vegetariana. Si nutrono principalmente di semi, piccoli o molto piccoli. Comunque, mostrano una grande attrazione per le leguminose che trovano nelle zone agricole coltivate. Nella parte occidentale del bacino del Mediterraneo e nel Nordafrica, questi uccelli formano grandi gruppi che mangiano granaglie nei campi seminati di recente. Le ganghe bevono abitualmente al mattino, tre o quattro ore dopo il levar del sole. Tuttavia, se le temperature sono particolarmente elevate e la calura è persistente, fanno ritorno agli specchi d'acqua un'ora prima del tramonto.

### Riproduzione

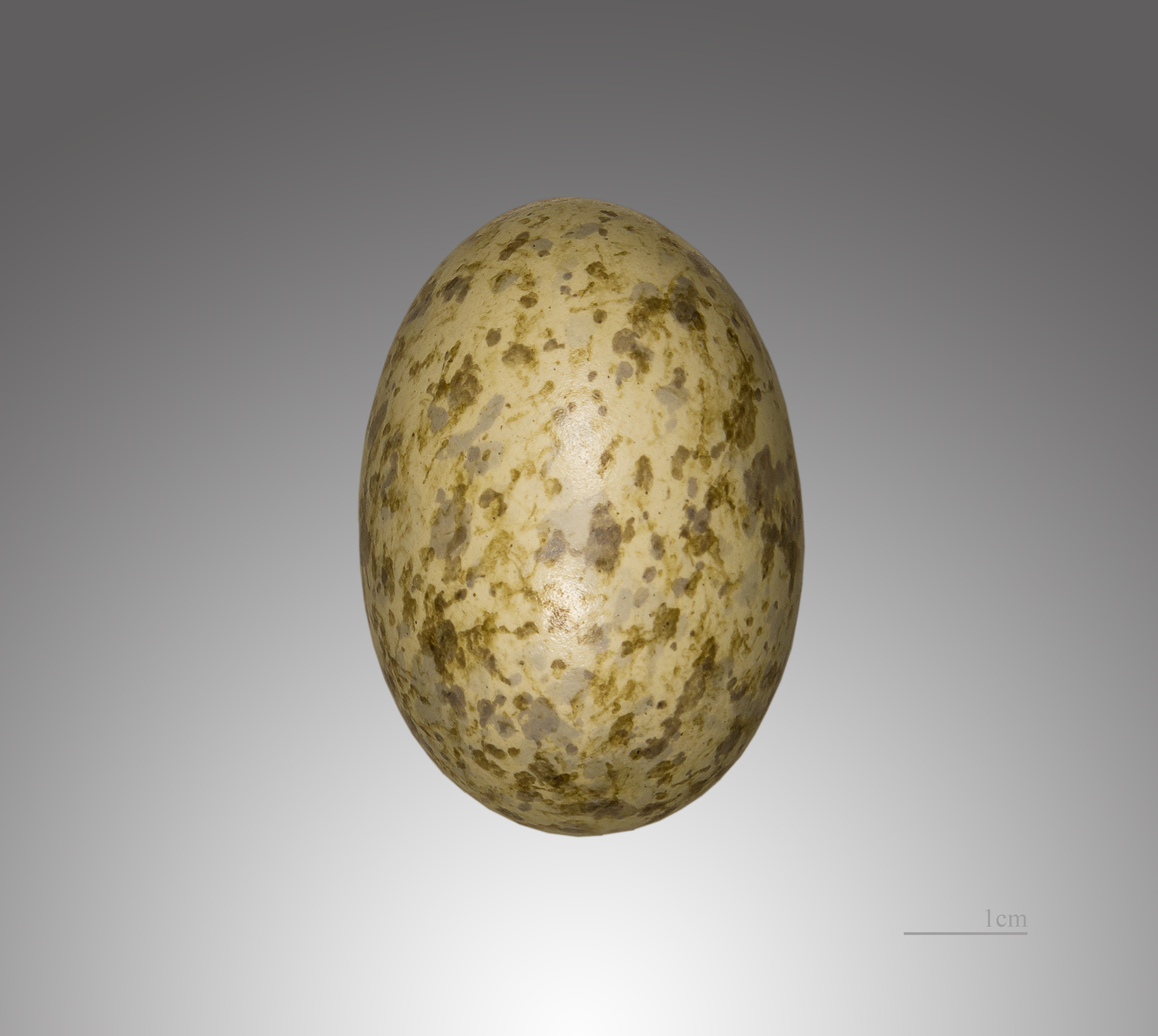
Uovo di Pterocles orientalis.

Il periodo di riproduzione ha luogo da marzo ad agosto e varia notevolmente a seconda della latitudine. Il nido consiste in una semplice depressione raschiata dall'animale o naturale, generalmente priva di qualsiasi rivestimento. La covata è costituita di solito da 3 uova, che vengono covate alternativamente da entrambi i genitori per un periodo di 21-24 giorni. Il maschio cova durante la notte, da un'ora prima del tramonto a quattro ore dopo l'alba. I pulcini, ricoperti da uno spesso piumino ocra-fulvo macchiato di bianco e nero, sono nidifughi e in grado di nutrirsi abbastanza rapidamente. Tuttavia, come quelli delle altre granduli, dipendono dai genitori per l'acqua. Il maschio è responsabile della raccolta dell'acqua che immagazzina nelle piume del petto. Quando ritorna al nido, i giovani assumono i liquidi necessari aspirando l'acqua contenuta nel suo piumaggio.

## Distribuzione e habitat
La ganga nidifica in Nordafrica, in Turchia e in Asia occidentale, mentre in Europa è diffusa solo nella penisola iberica.
Questa specie, localmente comune, talvolta numerosa, non è sedentaria a tutti gli effetti. In molte parti della sua vasta area di diffusione è erratica e migratrice parziale. Frequenta steppe secche e zone aride e semi-desertiche, pianeggianti, sabbiose o ciottolose con scarsa vegetazione. A livello locale, si può trovare in pianure ciottolose, come quelle di La Crau, in Francia, e in zone sottoposte ad aridocoltura. In certe zone, ma raramente, tollera ambienti ricoperti da cespugli sparsi. In Spagna, il suo ambiente naturale è quasi identico a quello della grandule mediterranea (Pterocles alchata), tanto che spesso i loro areali si sovrappongono. Tuttavia, è stata riscontrata nella ganga una tendenza a frequentare gli ambienti vicini alle paludi, comprese quelle ricoperte da acqua salmastra.

## Tassonomia
Ne vengono riconosciute due sottospecie:
- P. o. orientalis (Linnaeus, 1758), diffusa nella penisola iberica, nelle isole Canarie (Fuerteventura e Lanzarote) e nell'Africa nord-occidentale (dal Marocco al nord-ovest della Libia), nonché in Anatolia, a Cipro, in Israele e nella Transcaucasia;
- P. o. arenarius (Pallas, 1775), presente in una fascia che dal nord-ovest del Kazakistan si estende verso est fino al nord-ovest della Cina (Xinjiang nord-occidentale) e verso sud fino all'Iran, all'Afghanistan e al sud-ovest del Pakistan (Belucistan); trascorre l'inverno nell'India nord-occidentale.